# Hallen für Neue Kunst

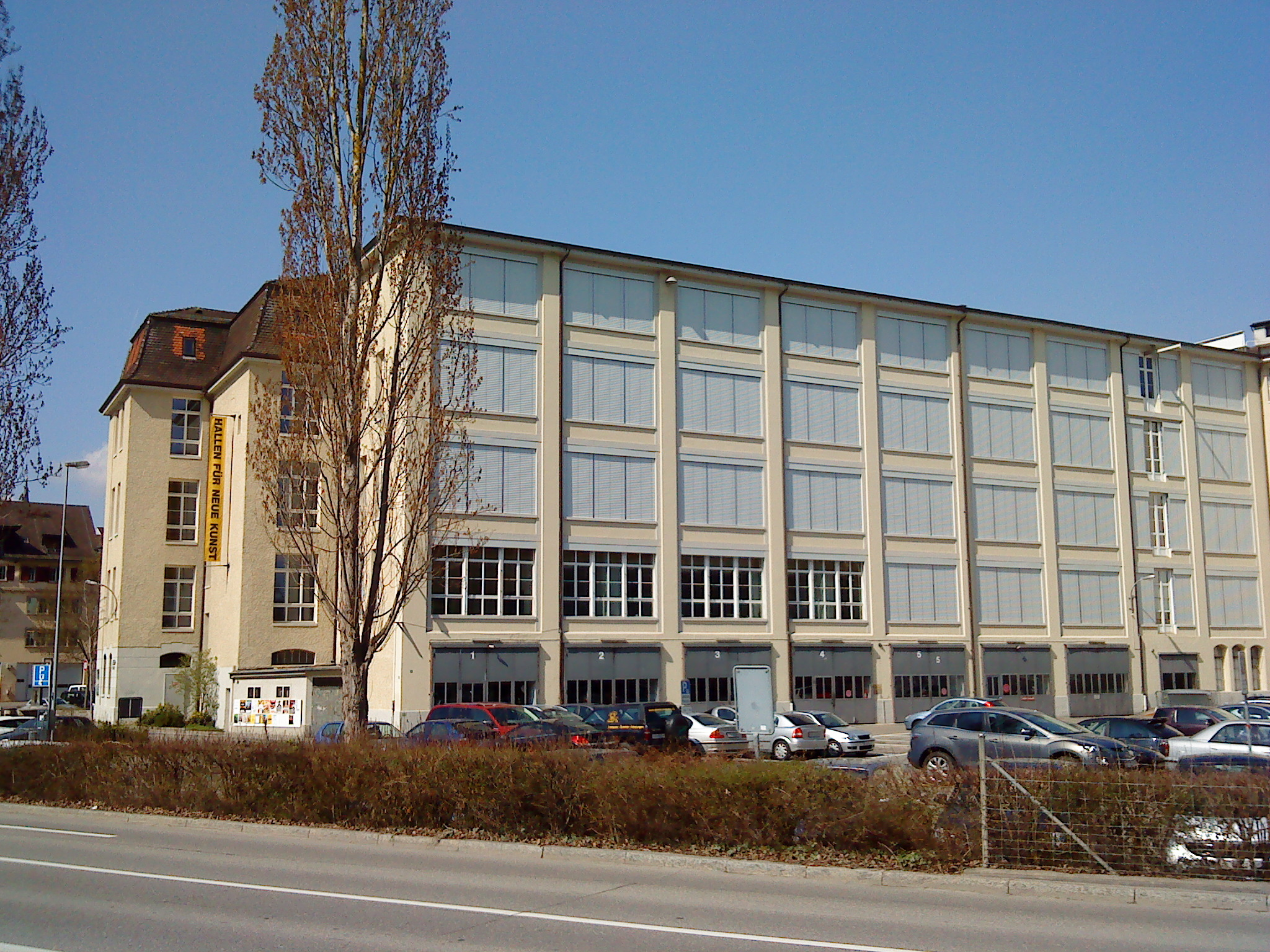
Die Hallen für Neue Kunst

Die Hallen für Neue Kunst waren ein Museum für zeitgenössische Kunst, speziell für die Neue Kunst seit 1965 in Schaffhausen in der Schweiz. Sie wurden 1982/1983 von dem Künstler Urs Raussmüller gegründet und errichtet und bestanden bis 2014.

## Geschichte
Die Hallen für Neue Kunst wurden 1982/1983 von Urs Raussmüller gegründet und errichtet. Die Überzeugung, dass Neue Kunst vor allem Zeit und Raum für das Entfalten ihrer Wirkung benötige, liess ihn eine dauerhafte Situation für wichtige, hauptsächlich grossformatige Installationen amerikanischer und europäischer Künstler anstreben. Hierzu wurden 5.500 m² einer ehemaligen Textilfabrik am Rheinufer in einen Ausstellungsraum für Neue Kunst umgewandelt.
Das Museum war eine privat geführte Institution. Verantwortlich für die Kunstwerke und die kulturellen Projekte war die Raussmüller Collection, ein gemeinnütziger Verein. Stadt und Kanton Schaffhausen trugen die Institution finanziell mit.
Anfang 2014 wurden die Hallen für Neue Kunst geschlossen. Im Juni 2014 wurde die endgültige Schliessung und der teilweise Umzug nach Basel bekanntgegeben. Dies stand in Zusammenhang mit einer gerichtlichen Auseinandersetzung um den Besitz der zentralen Installation Das Kapital Raum 1970–1977 von Joseph Beuys ab 2004, die 2014 zuungunsten des Museums ausging. Ein Nachnutzer der Hallen für Neue Kunst ist der FATart Art Fair.

## Ausstellung
Im Zentrum der Ausstellung stand Joseph Beuys’ zweistöckige Raum-Skulptur Das Kapital Raum 1970–1977, die der Künstler 1984 noch selbst in dem neu errichteten Museum eingerichtet hatte. Erstmals war sie auf der Biennale in Venedig 1980 gezeigt worden.
Eine umfangreiche Sammlung architektonischer Skulpturen von Bruce Nauman und grossformatige Werkgruppen der Pioniere von Minimal Art, Arte Povera, Land Art und Konzeptkunst wurden gezeigt.
Carl Andres Werk Cuts (1967), das aufgrund seiner Dimensionen (9,35 × 13 m, ca. 18 t schwer) nur selten ausgestellt war, fand in der Ausstellung seinen Platz. Der italienische Künstler Mario Merz errichtete ein ganzes villaggio (Dorf) mit Iglus, Reben und Neonlicht. Sol LeWitt trug zahlreiche Variationen von Kuben und wall drawings aus den 1960er bis 1990er Jahren bei.
Jannis Kounellis berücksichtigte die Situation des Gebäudes: Seine Werke beziehen sich auf den sie umgebenden Raum und kommentieren Ort und Zeit. Die Hallen zeigten zudem eine Auswahl von Robert Rymans Gemälden und der Neuen Malerei von Robert Mangold. Sie wurden zusammen mit den Künstlern eingerichtet.
Weitere Werke der Sammlung stammen von Dan Flavin, Donald Judd, Richard Long und Lawrence Weiner.